# Karl Iro

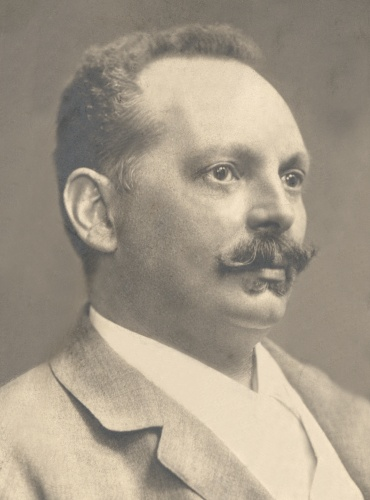
Karl Iro

Karl Iro (* 25. September 1861 in Eger (Cheb), Böhmen; † 12. Oktober 1934 in Wien) war ein böhmisch-österreichischer Politiker der Alldeutschen Vereinigung.

## Ausbildung und Beruf
Der Sohn eines Konditors ergriff nach dem Besuch von Volks-, Bürger- und Unterrealschule in Eger selbst den Konditorenberuf. Von 1889 bis 1915 war er Herausgeber (ab 1903 auch Besitzer) der Zeitschrift Unverfälschte deutsche Worte in Wien. Ab 1891 gab er zudem den Deutschnationalen Kalender, ab 1896 den Deutschvölkischen Taschenzeitweiser und ab 1901 Iro’s deutschvölkischen Zeitweiser heraus. Daneben war er Redakteur des Alldeutschen Tagblatts in Wien. 
Iro war 1886 Gründungsmitglied, Sekretär und Wanderlehrer des Schulvereins für Deutsche (einer von Georg von Schönerer initiierten völkisch-antisemitischen Abspaltung vom Deutschen Schulverein), bis dieser 1889 behördlich aufgelöst wurde. Im selben Jahr war er Mitgründer und Obmann, dann von 1890 bis 1895 Obmann-Stellvertreter des Deutschen Volksvereins in Wien.

## Politische Funktionen und Mandate
- 1895–1913: Abgeordneter zum Böhmischen Landtag
- 27. März 1897 bis 30. Januar 1907: Abgeordneter des Abgeordnetenhauses im Reichsrat (IX. und X. Legislaturperiode), Kurie Landgemeinden 30; Region Plan, Tepl, Marienbad, Weseritz, Tachau, Luditz, Buchau, Manetin; Kronland Böhmen (Mandatsniederlegung in der Sitzung am 13. Oktober 1897 verkündet, danach am 21. März 1898 wiedergewählt); Klubmitglied der Schönerergruppe, ab 1901 Alldeutsche Vereinigung
- 17. Juni 1907 bis 12. November 1918: Abgeordneter des Abgeordnetenhauses im Reichsrat (XI. und XII. Legislaturperiode), Wahlbezirk Böhmen 120, zuerst Alldeutsche Gruppe/Vereinigung, ab 1914 fraktionslos, ab 1917 Hospitant der Deutschen Agrarpartei im Deutschen Nationalverband
- 21. Oktober 1918 bis 16. Februar 1919: Mitglied der Provisorischen Nationalversammlung, DnP